# Campionato di calcio della Palestina/Eretz Israele 1936-1937
Il Campionato di calcio della Palestina/Eretz Israele 1936-1937 è stata la 5ª edizione del campionato di calcio del Mandato britannico della Palestina (poi divenuto campionato israeliano di calcio, dopo la fondazione di Israele nel 1948).
Come nel caso dei campionati precedenti, anche le statistiche del campionato 1936-1937 sono lacunose, e neppure l'IFA ne dispone di ufficiali. È, comunque, accertato che il Maccabi Tel Aviv si confermò campione nazionale, vincendo il titolo per la seconda volta, come accertato dalle ricerche eseguite nel 2002 dalla Rec.Sport.Soccer Statistics Foundation.

## Verdetti
- Maccabi Tel Aviv campione della Palestina/Eretz Israele 1936-1937